# Glaucopsyche sumpantingi
Glaucopsyche sumpantingi är en fjärilsart som beskrevs av Bollow 1931. Glaucopsyche sumpantingi ingår i släktet Glaucopsyche och familjen juvelvingar. Inga underarter finns listade i Catalogue of Life.